# 阿夫胡斯蒂尼夫卡

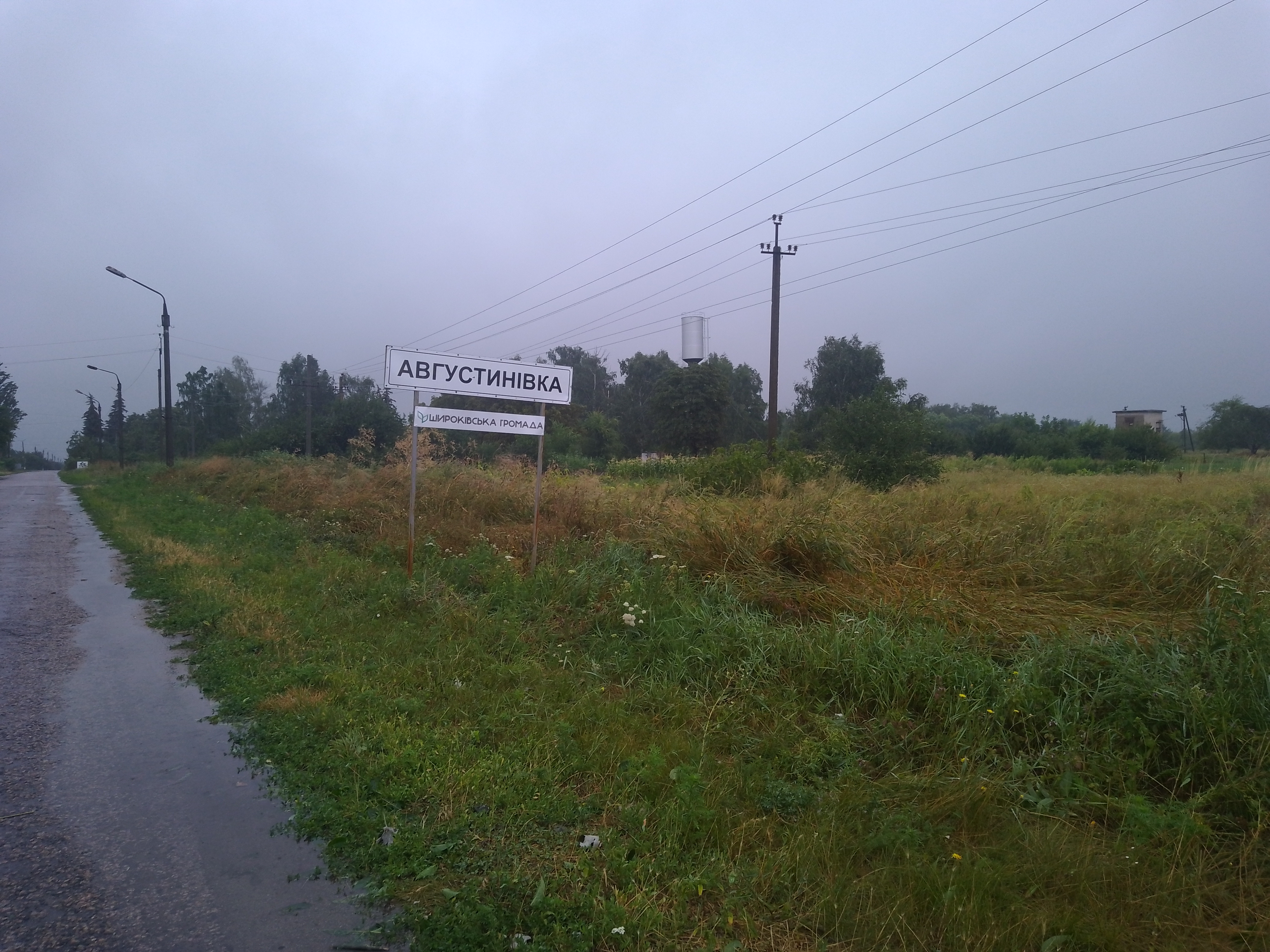
路牌

48°2′15″N 35°2′0″E / 48.03750°N 35.03333°E
阿夫胡斯蒂尼夫卡（羅馬化：Avhustynivka）是烏克蘭南部扎波羅熱州扎波羅熱区的希羅凱市鎮 的村莊。該村始建於1929年，面積37.7平方公里，海拔高度108米，2001年人口1,017，人口密度每平方公里27人。